# Plusiodonta achalcea
Plusiodonta achalcea là một loài bướm đêm trong họ Noctuidae.